# 王振文
王振文（1919年—2010年），男，山东茌平人，中华人民共和国政治人物，曾任新疆维吾尔自治区人大常委会副主任，第五届全国人大代表。